# Hans von Kaltenborn-Stachau

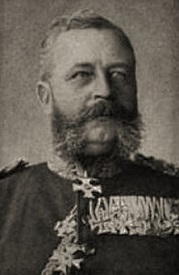
Hans von Kaltenborn-Stachau, preußischer General der Infanterie und Kriegsminister

Hans Karl Georg von Kaltenborn-Stachau (* 23. März 1836 in Magdeburg; † 16. Februar 1898 in Braunschweig) war ein preußischer General der Infanterie und Kriegsminister.

## Leben

### Herkunft
Hans entstammte dem Adelsgeschlecht Kaltenborn-Stachau. Er war der Sohn von Friedrich von Kaltenborn-Stachau (1803–1867) und dessen Ehefrau Karoline Henriette, geborene Voigtel (* 21. November 1810; † 1. April 1836 in Magdeburg). Sein Onkel Georg von Kaltenborn-Stachau (1805–1875) war kurhessischer Generalmajor und Kriegsminister.

### Militärkarriere
Kaltenborn besuchte die Seminarschule und das Domgymnasium in seiner Heimatstadt. Anschließend war er ab 2. Mai 1848 zunächst Kadett in Bensberg, später in Berlin. Von dort wurde er am 29. April 1854 als Sekondeleutnant dem 27. Infanterie-Regiment der Preußischen Armee überwiesen. Zwischen 1857 und 1860 besuchte er die Allgemeine Kriegsschule und wurde 1861 für drei Jahre zur Topographischen Abteilung des Großen Generalstabs kommandiert.
Während des Krieges gegen Dänemark war er Mitglied der Eisenbahnlinienkommission in Altona und wohnte dem Übergang nach Alsen bei. Im Dezember 1864 wurde er zum Generalstab des VI. Armee-Korps versetzt. Im Jahr darauf zum Hauptmann befördert, nahm er 1866 am Krieg gegen Österreich teil und wurde 1868 zum Kompaniechef im 5. Thüringischen Infanterie-Regiment Nr. 94 (Großherzog von Sachsen) ernannt. 1869 folgte eine Verwendung als Generalstabsoffizier im VII. Armee-Korps.
Als Major nahm Kaltenborn-Stachau 1870/71 am Krieg gegen Frankreich teil. 1874 wurde er Kommandeur des I. Bataillons im Grenadier-Regiment „König Friedrich Wilhelm IV.“ (1. Pommersches) Nr. 2 und als solcher am 18. Januar 1875 Oberstleutnant sowie schließlich am 18. April 1878 Oberst. Nachdem er zunächst das 5. Westfälische Infanterie-Regiment Nr. 53 befehligt hatte, übernahm er am 20. September 1881 das Kaiser Alexander Garde-Grenadier-Regiment Nr. 1 und wurde 1884 Chef des Generalstabs des Gardekorps und Generalmajor. Im November 1885 wurde er zum Kommandeur der 2. Garde-Infanterie-Brigade ernannt und im Januar 1888 mit der Führung der 3. Division betraut. Am 7. Juli desselben Jahres erhielt er das Kommando über die 2. Garde-Division und wurde gleichzeitig zum Generalleutnant befördert.
Die Ernennung zum Kriegsminister als Nachfolger von Julius von Verdy du Vernois erfolgte am 4. Oktober 1890. Unter seiner Amtsführung wurde 1893 die Heeresvorlage in Kraft gesetzt, wonach die Armee um 70.000 Mann erweitert und die Dienstzeit auf zwei Jahre verlängert wurde. Kaltenborn-Stachau trat am 12. Oktober 1893 von seinem Amt zurück.

### Familie
Kaltenborn verheiratete sich am 1. März 1875 in Stettin in Helene Quoss (1852–1930). Aus der Ehe gingen folgende Kinder hervor:
- Margarete (* 1876)
- Hans Karl Georg (* 1877), preußischer Major
- Helene (* 1879)
- Sophie (* 1880) ⚭ Georg von Wühlisch (1854–1911)
- Irmgard (* 1881)
- Friedrich Heinrich Rudolf (1885–1914), preußischer Oberleutnant